# Edvard Söderberg (direktör)
Edvard Olof Torsten Söderberg, född 7 maj 1938 i Göteborg, död 30 september 2010, var direktör för Torsten och Ragnar Söderbergs stiftelser och blev medicine hedersdoktor för sina insatser i detta arbete.

## Biografi
Edvard Söderberg var son till generalkonsul Torsten Söderberg och hans hustru Wanja, född Aminoff. Han tillhörde finansfamiljen Söderberg med stålgrossisten Söderberg & Haak AB och investmentbolaget Ratos AB som centrala verksamheter.
Efter studentexamen vid Göteborgs högre samskola och befälsutbildning vid Signalregementet i Uppsala blev det juridikstudier vid Lunds universitet.
På 1960-talet köpte han Hornsbergs egendom i Flens kommun som han drev framgångsrikt under en följd av år. Han var även ägare till möbelfabriken Varia i Flen  med dotterbolaget String-Seffle AB.
Torsten Söderbergs stiftelse och Ragnar Söderbergs stiftelse bildades 1960, då Edvard Söderberg i likhet med sina bröder och kusiner avstod arvsrätt efter sina fäder. Idag tillhör stiftelserna Sveriges största. Edvard Söderberg var under femtio år verksam i Torsten och Ragnar Söderbergs stiftelser och 1984–2008 var han stiftelsernas gemensamme direktör med ansvar för kansliet i Stockholm. Han var en drivande kraft bakom stiftelsernas utveckling och initiativtagare till Söderbergska priset i ekonomi, medicin och rättsvetenskap, i dag på miljonbelopp, och Söderbergska handelspriset, liksom världens största designpris som fått namnet Torsten och Wanja Söderbergs nordiska pris i design och konsthantverk.
Släkt- och militärhistoria, arkeologi, veteranbilar, arkitektur och inredning var några av Edvard Söderbergs intressen utanför stiftelserna.
Edvard Söderberg hade tre döttrar. Han är gravsatt på Norra begravningsplatsen vid Stockholm.

## Utmärkelser
- EFI Research Award vid Handelshögskolan i Stockholm 2004
- Medicine hedersdoktor vid Karolinska institutet 2008[4].
- Socii et Amici Universitatis Gothoburgensis